# Любов на прив'язі
«Любов на прив'язі» (кор. 모럴센스, дослівно — Моральний сенс) — південнокорейський романтичний фільм, що розповідає про колег по офісу, Чі Ху та Чі У, чиї життя змінюється, коли Чі У випадково дізнається таємницю Чі Ху. Фільм було знято за мотивами корейського вебтуну «Моральний сенс» автора Кьоуль (дослівно — Зима). Фільм ексклюзивно вийшов на платформі Netflix 11 лютого 2022. У головних ролях Лі Чун Йон та Сохьон.

## Сюжет
Працівника Чі Ху переводять у відділу PR, де працює Чі У, що має подібне до нього ім'я. Одного дня приходить йому посилки на його ім'я на адресу компанії та помилково її забирає Чі У. При відкритті посилки вона дізнається, що Чі Ху замовив ошийника з БДСМ крамниці. При подальших зустрічей з ним вона дізнається, що вподобання Чі Ху — бути сабмісивом, та погоджується спробувати стати його господарем, підписавши відповідний контракт. Таким чином між ними розпочинаються стосунки між домінантом і сабмісивом, що поступово перетікають в романтичні стосунки.

## Акторський склад

### Головні ролі
- Лі Чун Йон — Чі Ху[1][3]
- Сохьон — Чі У[1][3]

### Другорядні ролі
- Лі Ель — Хє Мі
- Со Хьон У — керівник команди пан Хва
- Кім Ха На — Кім Юн А
- Ан Син Гюн — Лі Хан
- Лі Сок Хьон — У Хьок

### Камео
- Кім Бо Ра — Хана

## Зйомки
Згідно із джерелами у фільмовій індустрії основні зйомки фільму були завершенні 20 липня 2021 року.

## Нагороди і номінації
| Рік  | Нагорода                     | Категорія                          | Отримувач | Результат | Примітки    |
| ---- | ---------------------------- | ---------------------------------- | --------- | --------- | ----------- |
| 2022 | 58-ма Премія мистецтв Пексан | Найкращий акторський дебют (жінки) | Сохьон    | Номінація | [ 6 ] [ 7 ] |